# انجام داد و انجام نداد
انجام داد و انجام نداد (انگلیسی: He Did and He Didn't) یک فیلم کوتاه کمدی به کارگردانی و بازیگری راسکو آرباکل است که در سال ۱۹۱۶ منتشر شد.

## گزیدهٔ بازیگران
- راسکو آرباکل
- میبل نورماند
- ویلیام جفرسون
- اَل سنت جان
- جو بوردو